# لغة الهاكا
لغة الهاكا (بالصينية: 客家話) أو كيجيا هي واحدة من أهم أقسام اللغة الصينية المنطوقة بشكل موسع في جنوب الصين من قبل شعب الهاكا و فروعه في الشتات في شرق وجنوب شرق آسيا وكافة أنحاء العالم.